# المملكة (فلم)
المملكة أو ذا كينغدوم (The Kingdom)، فيلم أمريكي إنتاج 2007، تدور قصة الفيلم حول فريق من ال FBI يتم ارساله للسعودية من اجل التحقيق في تفجيرات الرياض عام 2003 لكن الفريق يتعرض لهجوم ارهابي يقوده أبوحمزه تدور بعدها حرب شرسة بين جماعة أبوحمزه من جهه وفريق ال FBI و الامن السعودي من جهه أخرى.

## مكان التصوير
تم تصوير الجزء الأكبر من مشاهد الفيلم في ولاية أريزونا الأمريكية، كما تم تصوير جزء من مشاهده في الإمارات العربية المتحدة ولم يتم تصوير أي مشاهد في المملكة العربية السعودية، ولم يستطع القائمون على الفيلم من خلق اجواء مشابهه إلى حد كبير للمملكة سواء من ناحية الأماكن أو الشخصيات.

## آراء نقدية
وقد منع عرض الفيلم في عدد من الدول العربية ومن بينها البحرين، وذلك بسبب محتوى حساس عن الأمن وتصوير بأن الجهاديين يكرهون الغربيين وبالأخص الأمريكيين. ويرى عدد من نقاد الافلام ان الفيلم كان متحيزا ضد جهود السعودية في محاربة الإرهاب

## فريق الممثلين
- جيمي فوكس، بدور الوكيل الخاص رولاند فلوري
- كريس كوبر، بدور الوكيل الخاص غرانت سايكس
- جينيفر غارنر، بدور الوكيل الخاص جانيت مايس
- جيسون بيتمان، بدور الوكيل الخاص آدم ليفيت
- بروك لانغتزن ، بدور غليندا مانر
- مينكا كيلي، بدور السيدة روس
- علي سليمان، بدور الرقيب هيثم
- أشرف برهوم ،بدور العقيد غازي
- أحمد الإبراهيم، بدور زعيم عصابة هاكرز في مقاهي الإنترنت
- على عبود، بدور الطبيب العربي

## وصلات خارجية
- المملكة على موقع IMDb (الإنجليزية)
- المملكة على موقع ميتاكريتيك (الإنجليزية)
- المملكة على موقع روتن توميتوز (الإنجليزية)
- المملكة على موقع نتفليكس (الإنجليزية)
- المملكة على موقع قاعدة بيانات الأفلام العربية
- المملكة على موقع ألو سيني (الفرنسية)
- المملكة على موقع Turner Classic Movies (الإنجليزية)
- المملكة على موقع أول موفي (الإنجليزية)
- المملكة على موقع بوكس أوفيس موجو (الإنجليزية)
- المملكة على موقع فيلمافينيتي (الإسبانية)